# دلیان
دلیان روستایی از توابع بخش مرکزی شهرستان ازنا در استان لرستان ایران است.

این روستا به دهکده ی بزرگ خاندان ساری معروف است.

## جمعیت
این روستا در دهستان پاچه لک غربی قرار دارد و براساس سرشماری مرکز آمار ایران در سال ۱۳۸۵، جمعیت آن ۳۱ نفر (۵ خانوار) بوده‌است.